# Aphelandra formosa
Aphelandra formosa är en akantusväxtart som först beskrevs av Humboldt och Bonpland, och fick sitt nu gällande namn av Christian Gottfried Daniel Nees von Esenbeck. Aphelandra formosa ingår i släktet Aphelandra och familjen akantusväxter. Inga underarter finns listade i Catalogue of Life.